# Jimmy King
James Hal "Jimmy" King , (South Bend, Indiana, 9 de agosto de 1973) es un exjugador de baloncesto estadounidense. Con 1,95 de estatura, su puesto natural en la cancha era el de escolta. Formó parte de un quinteto mítico de la Universidad de Míchigan que fue denominado como "Fab Five", formado por Ray Jackson, Jalen Rose, Chris Webber y Juwan Howard.

## Trayectoria

### Universidad

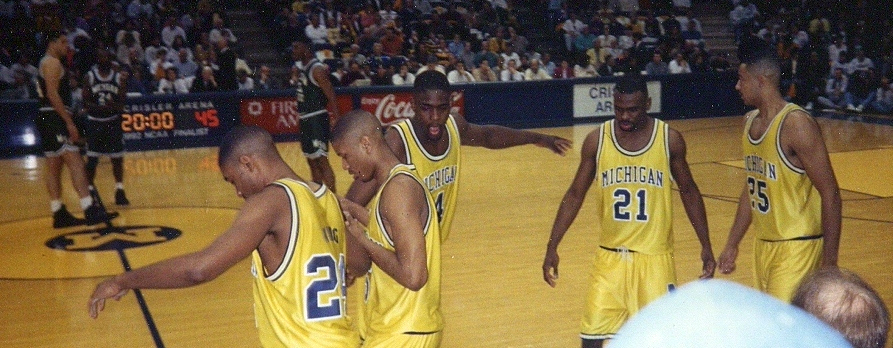
Los "Fab Five" de Míchigan (izquierda a derecha) Jimmy King, Jalen Rose, Chris Webber, Ray Jackson y Juwan Howard.

Jimmy asistió a la Universidad de Míchigan, donde jugó con los Michigan Wolverines junto a Chris Webber, Ray Jackson, Juwan Howard y Jalen Rose formando parte del fabuloso "Fab Five" de Míchigan, con el que ganaron dos campeonatos NCAA consecutivos (1992 y 1993).

#### Estadísticas
| Año     | Equipo   | PJ | PT | MIN  | MPP  | TCI | TCC | %TC   | 3PI | 3PC | %3P   | TLI | TLC | %TL   | RebO | RebD | RebT | RPP | Ast | APP | Falt | DQ | Pérd. | ROB | Tap | Pts. | PPP  |
| ------- | -------- | -- | -- | ---- | ---- | --- | --- | ----- | --- | --- | ----- | --- | --- | ----- | ---- | ---- | ---- | --- | --- | --- | ---- | -- | ----- | --- | --- | ---- | ---- |
| 1991–92 | Míchigan | 34 | 21 | 955  | 28.1 | 128 | 258 | 0.496 | 28  | 60  | 0.467 | 53  | 72  | 0.736 | 33   | 79   | 112  | 3.3 | 78  | 2.3 | 53   | 0  | 72    | 28  | 9   | 337  | 9.9  |
| 1992–93 | Míchigan | 36 | 36 | 1174 | 32.6 | 148 | 291 | 0.509 | 37  | 92  | 0.402 | 57  | 88  | 0.648 | 58   | 101  | 159  | 4.4 | 110 | 3.1 | 75   | 2  | 84    | 57  | 19  | 390  | 10.8 |
| 1993–94 | Míchigan | 29 | 29 | 932  | 32.1 | 139 | 284 | 0.489 | 29  | 87  | 0.333 | 51  | 79  | 0.646 | 49   | 63   | 112  | 3.9 | 76  | 2.6 | 69   | 3  | 76    | 44  | 12  | 358  | 12.3 |
| 1994–95 | Míchigan | 31 | 31 | 1059 | 34.2 | 168 | 388 | 0.433 | 28  | 109 | 0.257 | 93  | 137 | 0.679 | 48   | 107  | 155  | 5   | 90  | 2.9 | 72   | 0  | 94    | 58  | 5   | 457  | 14.7 |

### Profesional
King fue seleccionado por Toronto Raptors en el puesto número 35 de la segunda ronda del Draft de 1995, y jugó 62 encuentros la temporada 1995–96 con Toronto.
El 24 de julio de 1996, antes de comenzar la 1996–97, fue traspasado a Dallas Mavericks a cambio de Ronald "Popeye" Jones, pero fue inmediatamente cortado. Tras jugar la mayor parte de la temporada con los Quad City Thunder de la CBA, firmó un contrato de 10 días con los Denver Nuggets, con los que jugó únicamente 2 encuentros.
King jugó unas temporadas en Europa y también en la Continental Basketball Association (CBA) donde fue el MVP de 1998 con los Quad City Thunder.
La última oportunidad que tuvo de volver a la NBA fue en la temporada 2000-01 con los Indiana Pacers pero fue cortado antes de comenzar.
En la 2001-02, jugó con los Asheville Altitude de la NBA G League.
Tras pasar por otros equipos, finalizó su carrera profesional en 2005 jugando para los Guaiqueríes de Margarita de Venezuela.

### Selección nacional
Disputó el Mundial de 1998 con el USA Team, consiguiendo la medalla de bronce.

## Tras la retirada
El 30 de noviembre de 2006, en una entrevista en el Jim Rome Show, declaró que trabajaba como asesor financiero para Merrill Lynch en Wall Street. 
En la temporada universitaria 2008-09, fue el comentarista de radio de los partidos de los Michigan Wolverines.
King es el 'Program Director' de H.Y.P.E. Athletics Community, una organización sin ánimo de lucro que ofrece tutoría académica, deportiva y ciudadana a los jóvenes del área de Detroit, y Presidente de J King Solar Technologies.
El 13 de marzo de 2011, se emitió el documental de la serie 30 for 30 de  ESPN, titulado The Fab Five, por lo que asistió y concedió varias entrevistas, tanto él como el resto de componentes, al The New York Times, The Wall Street Journal y The Washington Post.
En agosto de 2011, King fue detenido por la policía por el impago de la manutención a su hijo de 17 años, por una deuda de valor de $17,000, por lo que fue encarcelado en la prisión del condado Michigan's Oakland County Jail, junto a su antiguo compañero Jalen Rose, que cumplía condena por conducir ebrio. El 27 de enero de 2012, fue liberado tras pagar la totalidad de la deuda.

### Entrenador
En 2016, King comenzó su carrera como entrenador al convertirse en el técnico principal del instituto Ecorse Community High School en Ecorse (Míchigan).

## Estadísticas de su carrera en la NBA

### Temporada regular
| Año     | Equipo  | PJ | PT | MPP  | %TC  | %3P  | %TL  | RPP | APP | ROB | TPP | PPP |
| ------- | ------- | -- | -- | ---- | ---- | ---- | ---- | --- | --- | --- | --- | --- |
| 1995-96 | Toronto | 62 | 1  | 14.0 | .431 | .137 | .701 | 1.8 | 1.4 | .3  | .2  | 4.5 |
| 1996-97 | Denver  | 2  | 0  | 11.0 | .333 | -    | .500 | 1.0 | 1.0 | 1.5 | .0  | 3.0 |
| Total   | Total   | 64 | 1  | 13.9 | .429 | .147 | .691 | 1.8 | .4  | .2  | .5  | 4.5 |